# ジヒドロデヒドロジコニフェリルアルコール
ジヒドロデヒドロジコニフェリルアルコール（Dihydrodehydrodiconiferylalcohol）とは、(2S,3R)-2,3-ジヒドロ-2-(4-ヒドロキシ-3-メトキシフェニル)-7-メトキシ-5-(3-ヒドロキシプロピル)ベンゾフラン-3-メタノールのことである。デヒドロジコニフェリルアルコールとも。
ジヒドロデヒドロジコニフェリルアルコールの分子式はC20H24O6で、分子量は360.406である。リグナンの1種。分子中に2箇所のキラル中心を持っている。水に溶ける。天然にはカボチャの茎などに含まれている。